# The Marty Feldman Comedy Machine
The Marty Feldman Comedy Machine és un espectacle d'esquetxs còmics-varietat de 1971 protagonitzat pel còmic britànic Marty Feldman.
Coproduït per ATV al Regne Unit i per ABC TV als Estats Units, fou gravada als Estudis Elstree d'ATV. Els crèdits d'obertura i tancament foren animats per Terry Gilliam, així com les aparicions com a estrelles invitades de Spike Milligan, John Junkin i Frances de la Tour. També hi havia esquetxos escrits per Barry Levinson i Larry Gelbart.
Durant molt temps no ha estat disponible, però finalment la sèrie completa es publicaria en DVD al Regne Unit per Network el 6 de juny de 2016. Tanmateix, l'entrega s'ha ajornat indefinidament per raons no especificades.